# Collierville
Collierville è una città degli Stati Uniti d'America, situata nello Stato del Tennessee, nella contea di Shelby. La città fa parte dell'area metropolitana di Memphis.